# باول نورتن
باول نورتن (بالإنجليزية: Paul Norton)‏ هو رسام أمريكي، ولد في 15 فبراير 1909، وتوفي في 1984.